# Északi összetett a 2010. évi téli olimpiai játékokon
A  2010. évi téli olimpiai játékokon az északi összetett versenyszámait a whistleri Whistler Olympic Park síközpontban rendezték meg február 14. és 25. között.
Három férfi versenyszámban osztottak érmeket.

## Részt vevő nemzetek
A versenyeken 14 nemzet 52 sportolója vett részt.
- Ausztria (AUT) (5)
- Csehország (CZE) (4)
- Egyesült Államok (USA) (5)
- Finnország (FIN) (4)
- Franciaország (FRA) (5)
- Japán (JPN) (5)
- Kanada (CAN) (5)
- Németország (GER) (5)
- Norvégia (NOR) (4)
- Olaszország (ITA) (4)
- Oroszország (RUS) (2)
- Svájc (SUI) (2)
- Szlovénia (SLO) (4)
- Ukrajna (UKR) (1)

## Éremtáblázat
(A rendező nemzet csapata eltérő háttérszínnel, az egyes számoszlopok legmagasabb értéke, vagy értékei vastagítással kiemelve.)
| A 2010. évi téli olimpiai játékok éremtáblázata északi összetettben | A 2010. évi téli olimpiai játékok éremtáblázata északi összetettben | A 2010. évi téli olimpiai játékok éremtáblázata északi összetettben | A 2010. évi téli olimpiai játékok éremtáblázata északi összetettben | A 2010. évi téli olimpiai játékok éremtáblázata északi összetettben | Olimpia  |
| ------------------------------------------------------------------- | ------------------------------------------------------------------- | ------------------------------------------------------------------- | ------------------------------------------------------------------- | ------------------------------------------------------------------- | -------- |
|                                                                     | Ország                                                              | Arany                                                               | Ezüst                                                               | Bronz                                                               | Összesen |
| 1.                                                                  | Egyesült Államok (USA)                                              | 1                                                                   | 3                                                                   | 0                                                                   | 4        |
| 2.                                                                  | Ausztria (AUT)                                                      | 1                                                                   | 0                                                                   | 1                                                                   | 2        |
| 3.                                                                  | Franciaország (FRA)                                                 | 1                                                                   | 0                                                                   | 0                                                                   | 1        |
|                                                                     |                                                                     |                                                                     |                                                                     |                                                                     |          |
| 4.                                                                  | Olaszország (ITA)                                                   | 0                                                                   | 0                                                                   | 1                                                                   | 1        |
| 4.                                                                  | Németország (GER)                                                   | 0                                                                   | 0                                                                   | 1                                                                   | 1        |
|                                                                     |                                                                     |                                                                     |                                                                     |                                                                     |          |
| Összesen                                                            | Összesen                                                            | 3                                                                   | 3                                                                   | 3                                                                   | 9        |

## Érmesek
| A 2010. évi téli olimpiai játékok érmesei északi összetettben |                                                                                   |         |                                                                                        |         |                                                                                       |         |
| Versenyszám                                                   | Arany                                                                             | Arany   | Ezüst                                                                                  | Ezüst   | Bronz                                                                                 | Bronz   |
| Egyéni (normálsánc + 10 km)                                   | Jason Lamy-Chappuis · Franciaország (FRA)                                         | 25:47,2 | Johnny Spillane · Egyesült Államok (USA)                                               | 25:47,5 | Alessandro Pittin · Olaszország (ITA)                                                 | 25:47,9 |
| Egyéni (nagysánc + 10 km)                                     | Bill Demong · Egyesült Államok (USA)                                              | 25:32,9 | Johnny Spillane · Egyesült Államok (USA)                                               | 25:36,9 | Bernhard Gruber · Ausztria (AUT)                                                      | 25:43,7 |
| Csapatverseny (nagysánc + 4 × 5 km)                           | Ausztria (AUT) · Bernhard Gruber · David Kreiner · Felix Gottwald · Mario Stecher | 49:31,6 | Egyesült Államok (USA) · Brett Camerota · Todd Lodwick · Johnny Spillane · Bill Demong | 49:36,8 | Németország (GER) · Johannes Rydzek · Tino Edelmann · Eric Frenzel · Björn Kircheisen | 49:51,1 |